# Annika Strandhäll
Annika Strandhäll (ur. 30 kwietnia 1975 w Göteborgu) – szwedzka polityk i działaczka związkowa, członkini Szwedzkiej Socjaldemokratycznej Partii Robotniczej, w latach 2014–2017 i w 2019 minister opieki socjalnej, od 2017 do 2019 minister spraw społecznych, w latach 2021–2022 minister klimatu i środowiska.

## Życiorys
Studiowała socjologię i psychologię na Uniwersytecie w Göteborgu. Od 1996 do 2011 pracowała jako menedżer projektów przemysłowych, później zatrudniona w towarzystwie ubezpieczeniowym Folksam Sak. Zaangażowała się w działalność związkową w ramach organizacji SKTF (przemianowanej na Vision) zrzeszającej pracowników administracji lokalnej. Była przewodniczącą w Göteborgu, wiceprzewodniczącą, a w latach 2011–2014 kierowała tym związkiem zawodowym. Po wyborach w 2014 w utworzonym przez socjaldemokratów i zielonych mniejszościowym rządzie Stefana Löfvena objęła urząd ministra opieki socjalnej. W lipcu 2017 przeszła na stanowisko ministra spraw społecznych.
W wyborach w 2018 uzyskała mandat posłanki do Riksdagu (reelekcja w 2022). W 2021 objęła funkcję przewodniczącej S-Kvinnor, organizacji kobiet swojego ugrupowania.
W styczniu 2019 w drugim gabinecie dotychczasowego premiera ponownie została ministrem opieki socjalnej. Zakończyła pełnienie tej funkcji w październiku 2019, złożyła rezygnację, motywując ją względami rodzinnymi związanymi ze śmiercią jej partnera życiowego. W listopadzie 2021 w nowo powołanym rządzie Magdaleny Andersson została ministrem klimatu i środowiska, funkcję tę pełniła do października 2022.